# Copic
Copic (コピック Kopikku), es una marca de rotuladores de tinta con base de alcohol, así como también de tintas y productos relacionados fabricados en Japón por Too Corporation en 1987 y distribuidos en Estados Unidos y Canadá por Imagination International y Notions Marketing. La denominación más correcta es pluma de fieltro, ya que tienen depósito como algunos pinceles japoneses. No son tóxicos y son libres de ácido.
Originalmente creados para utilizarse en arte y diseño; después la industria japonesa del cómic (Manga & Anime) comenzó a utilizarlos. Estos rotuladores son instrumentos para realizar bocetos de una ilustración en color, se usan en el diseño de productos, arquitectura, diseño de moda, ilustración para cómic, diseño automovilístico y artesanías.
A diciembre de 2016 se distribuyen en más de 50 países alrededor del mundo.

## Características
- Punta semirrígida que permite cubrir grandes superficies de manera uniforme.
- Se autoalimenta de tinta.
- La tinta base Alcohol seca con rapidez y ello permite superponer y yuxtaponer colores casi al instante (Trabajar por Capas).

## Técnica
Al secar rápido por ser base alcohol, se aplica "rápido y directo" sobre el papel, el color copic deseado (de preferencia papeles gruesos y lisos de 180 gr. , como por ejemplo: "Bristol"), realizándose la mezcla tonalidad sobre tonalidad, con un acabado donde prima la transparencia, de forma similar a la acuarela.
Se puede realizar un dibujo de base (grafito HB) sobre el que pintar, teniendo en cuenta que donde el rotulador pinte la base de grafito no podrá ser borrada. También se puede dibujar o pintar (trabajo con línea o relleno con textura o plano de color) directamente.

## Tipos de Copic
- Copic Marker: Son la gama más profesional. Su forma es cuadrada para un mejor agarre y para evitar que rueden en las superficies. Tienen doble punta, una biselada y la otra que es un fino pincel, son recargables y las puntas intercambiables. En ambos tapones llevan grabado su código y son aptos para la aerografía. 214 colores.

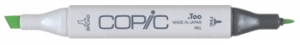
Copic Maker

- Copic Sketch: Su gama de colores es más amplia que la de los originales, cuenta con 358 tonos. Son ovalados y sus características son similares a los anteriores, salvo que su punta-pincel es más gruesa. Son compatibles con el sistema de aerografía.

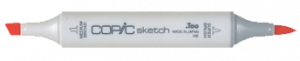
Copic Sketch

Existe una edición especial de estos rotuladores que la compañía sacó para conmemorar su 25 aniversario. Están disponibles en 36 colores con la punta de pincel y una pequeña punta estándar. Tienen un barril negro especial y se produjeron en cantidades limitadas.
- Copic Comic: Disponibles en 72 colores. El barril es oval y es compatible con el sistema de aerógrafos Copic. Tiene una punta de “súper pincel” y una punta redonda mediana. Este marcador tiene tinta de repuesto y puntas, sin embargo, los colores de tinta no son los mismos que los colores del original, Sketch, Ancho o Ciao. Estos marcadores se venden sólo en Japón.

- Copic Ciao: Es la línea más sencilla y económica de los Copics; están disponibles en 180 colores. Su forma es redonda y no son compatibles con el sistema de aerografía. Sus puntas son intercambiables e iguales a las de los Copic Sketch pero más pequeñas. También son recargables.

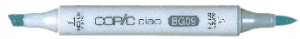
Copic Ciao

- Copic Wide: Se encuentran disponibles en 36 colores. Debido a su punta biselada y de gran tamaño (21 mm) son ideales para llenar de color espacios grandes y son apropiados para rotulación; se utilizan también para hacer caligrafía.

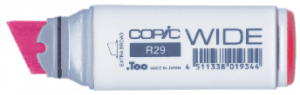
Copic Wide

## Tipos de puntas
Para cada tipo de marcador hay diferentes puntas (algunas no vienen incluidas al momento de comprarlos).

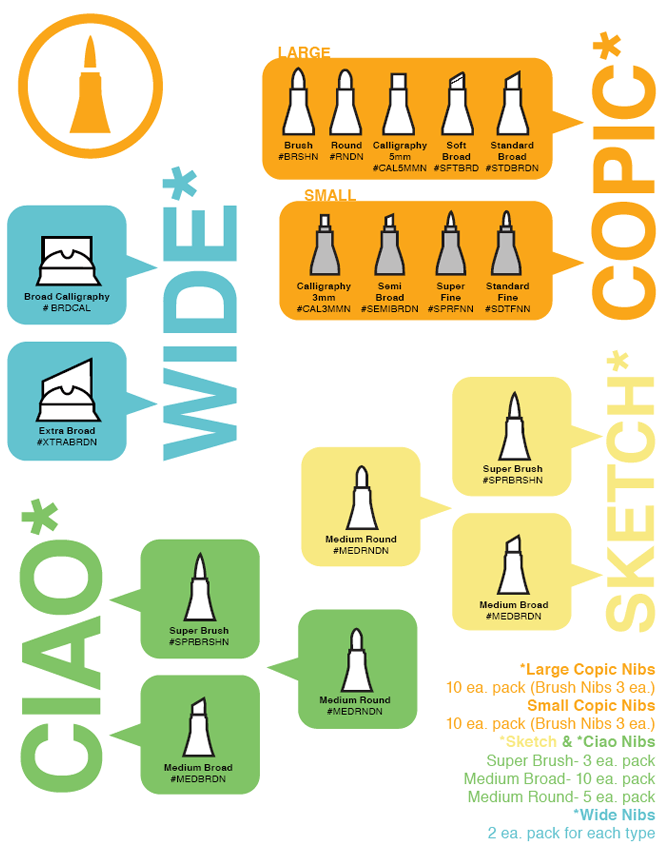
Tipos de puntas marcadores Copic

## Recargas
Estos rotuladores cuentan con un depósito que se puede rellenar de tinta cuando esta se termina; evitando así la compra de uno nuevo cuando la tinta se termine.
Las recargas se realizan fácilmente introduciendo la punta del envase (el que contiene la tinta) dentro del barril del marcador.
Es un ligero problema ya que se acabe el depósito es más caro conseguir la tinta que el plumón
Puedes ir a alguna papelería de marca y pagar para la tinta

## Multiliners o estilógrafos
La tinta de estos multiliners es compatible con la de los rotuladores copics (no se corre cuando se colorea con ellos) y es waterproof. Lo cual los hace ideales para trabajar con técnicas húmedas como la acuarela.
Al igual que los rotuladores existen diferentes versiones de los Multiliners:
- Multiliners Pens: Son desechables, existen en 10 medidas.
- Multiliner SP: Es una versión más premium de los Multiliners Pens, poseen cuerpos de aluminio, las puntas son reemplazables (existen en 10 medidas) y se puede sustituir el cartucho de la tinta cuando esta se termine.
- Multiliner SPs: Tienen las mismas características que los anteriores pero están disponibles en 13 colores y 10 tamaños de punta.
- Drawing Pen: Tiene 2 tamaños diferentes y 2 colores diferentes (Negro y Sepia).
- Gasenfude Pen (pincel de nylon): Es ideal para lettering, caligrafía, cómic o el uso tradicional de un pincel.

## Aerógrafo
De color gris claro y prácticamente similar a una pistola, el aerógrafo copic es el kit de aerógrafia más práctico del mercado (compatible con los modelos Original y/o Sketch). se conecta directamente al dispositivo, una lata de aire comprimido AirCan D-60 o D-180, de mayor duración al D-60, este último requiere Manguera para conectar (también se puede sustituir por un compresor de aire). El usuario introduce en la "pistola" cualquiera de los 2 marcadores compatibles ya mencionados, con la punta biselada, destapada y "en vertical" (con el ángulo de la punta visto de perfil), este libera el aire comprimido del aerógrafo, apuntando, para que la tinta "aireada" se aplique sobre la superficie deseada.